# Rezolucja Rady Bezpieczeństwa ONZ nr 1683
Rezolucja Rady Bezpieczeństwa ONZ nr 1683 została uchwalona 13 czerwca 2006 podczas 5454. posiedzenia Rady.
Rezolucja wprowadza kilka wyjątków do embarga na broń, nałożonego na Liberię w rezolucji 1521. Zezwala na sprowadzania ograniczonych ilości broni dla potrzeb kontrolowanych przez rząd i działających pod nadzorem Misji ONZ w Liberii (UNMIL) sił bezpieczeństwa. 